# Alexandra Dowling
Alexandra Dowling (Falmouth, 22 maggio 1990) è un'attrice britannica.

## Carriera
Alexandra Dowling ha debuttato in televisione nel 2012, nell'undicesimo episodio dell'ultima stagione di Merlin, in cui interpreta il ruolo di una druida di nome Kara. È apparsa anche nel nono episodio della terza stagione della serie televisiva Il Trono di Spade come Roslin Frey.
Alexandra Dowling ha recitato nel film d'azione Hammer of the Gods insieme a James Cosmo, diretto da Farren Blackburn e distribuito nel Regno Unito il 5 luglio 2013. Interpreta il ruolo di Anna d'Asburgo nella serie televisiva The Musketeers, basata sul romanzo di Alexandre Dumas.

## Filmografia

### Cinema
- Hammer of the Gods, regia di Farren Blackburn (2013)
- Emily, regia di Frances O'Connor (2022)
- Falling into Place, regia di Aylin Tezel (2023)

### Televisione
- Merlin – serie TV, episodio 5x11 (2012)
- Il Trono di Spade (Game of Throne) – serie TV, episodio 3x09
- Poirot (Agatha Christie's Poirot) – serie TV, episodio 13x01 (2014)
- The Musketeers – serie TV, 26 episodi (2014 - 2016) - Anna d'Asburgo
- The Doll Factory – serie TV, 2 episodi (2023)
- Sweetpea – serie TV, 3 episodi (2024)

### Cortometraggi
- Nobblycarrot7, regia di Josh Allott (2014)
- Itch, regia di Susannah Farrugia (2021)

## Teatro
- The Last of the De Mullins, nel ruolo di Bertha, Jermyn Street Theatre (2015)
- I Have Been Here Before, nel ruolo di Janet Ormund, Jermyn Street Theatre (2016)
- While The Sun Shines, nel ruolo di Lady Elizabeth, Theatre Royal Bath (2016)
- A Lie of the Mind, nel ruolo di	Beth, Southwark Playhouse (2017)
- Richard III and Romeo & Juliet, nel ruolo di Lady Anne e Juliet, Shakespeare's Rose Theatre (2018)
- Vassa, nel ruolo di Lipa, Almeida Theatre (2019)

## Riconoscimenti
- British Independent Film Award
  - 2022: Candidatura alla Miglior ensemble performance per il film Emily
- Nightmares Film Festival Award
  - 2022: Candidatura alla Migliore attrice non protagonista in un cortometraggio per Itch
- Horrible Imaginings Film Festival
  - 2021: Candidatura alla Migliore attrice in un cortometraggio per Itch

## Doppiatrici italiane
Nelle versioni in italiano delle opere in cui ha recitato, Alexandra Dowling è stata doppiata da:
- Valentina Favazza in The Musketeers, Poirot
- Veronica Puccio in Merlin
- Elena Perino in Emily